# الصباري (السبرة)

تعديل مصدري - تعديل

الصباري محلة تابعة لقرية جري عروان، التابعة لعزلة عروان بمديرية السبرة إحدى مديريات محافظة إب في الجمهورية اليمنية.، بلغ تعداد سكانها 417 حسب تعداد اليمن لعام 2004.